# Франсіско де Агілар
Франсіско де Агілар (нар. 1810, дата смерті невідома) — тимчасовий президент Гондурасу з 8 листопада 1855 до 17 лютого 1856 року.